# Via del Ponte alle Mosse
Via del Ponte alle Mosse è una strada di Firenze nella periferia ovest, dal piazzale di Porta al Prato a piazza Puccini.

## Storia e descrizione
La strada deve il proprio nome al ponte sul Mugnone, presso piazza Puccini, da dove prendeva anticamente "le mosse" (cioè partiva) la corsa dei barberi, un palio a cavallo molto antico, disputatosi fino al XIX secolo. La partenza del palio venne comunque spostata in seguito al piazzale di Porta al Prato e la via prese il nome attuale solo nel 1871. Fino ad allora si era chiamata più semplicemente via Pistoiese.